# Metacrangon jacqueti
Metacrangon jacqueti är en kräftdjursart som först beskrevs av Alphonse Milne-Edwards 1881.  Metacrangon jacqueti ingår i släktet Metacrangon och familjen Crangonidae. Inga underarter finns listade i Catalogue of Life.